# Youssouf Gueye
Tène Youssouf Gueye, né à Kaédi en 1923 et mort en 1988, est un écrivain et poète mauritanien francophone.
Il était le président de l'Association des écrivains mauritaniens, et haut fonctionnaire après l'indépendance du pays. 

## Œuvres
- Les exilés du Goumel, 1968
- A l'orée du Sahel, 1975
- Sahéliennes, 1975
- Rella, 1985